# بی‌نام و نشان (فیلم ۱۹۹۹)
بی‌نام و نشان (به هندی: Laawaris) یا بی‌ادعا فیلمی محصول سال ۱۹۹۹ و به کارگردانی شریکانت شارما است. در این فیلم بازیگرانی همچون جکی شروف، دیمپل کاپادیا، آکشای کانا، مانیشا کویرالا، جانی لور، راضا مراد و پارمیت ستهی ایفای نقش کرده‌اند.